# Dermophthirius carcharhini
A Dermophthirius carcharhini a csáklyásférgek (Monogenea) osztályának a Monocotylidea rendjébe, ezen belül a Microbothriidae családjába tartozó faj.

## Tudnivalók
A Dermophthirius carcharhini tengeri laposféregfaj. A sötétcápa (Carcharhinus obscurus) egyik fő belső élősködője.